# Metopothrix aurantiaca
Metopothrix aurantiaca là một loài chim trong họ Furnariidae.

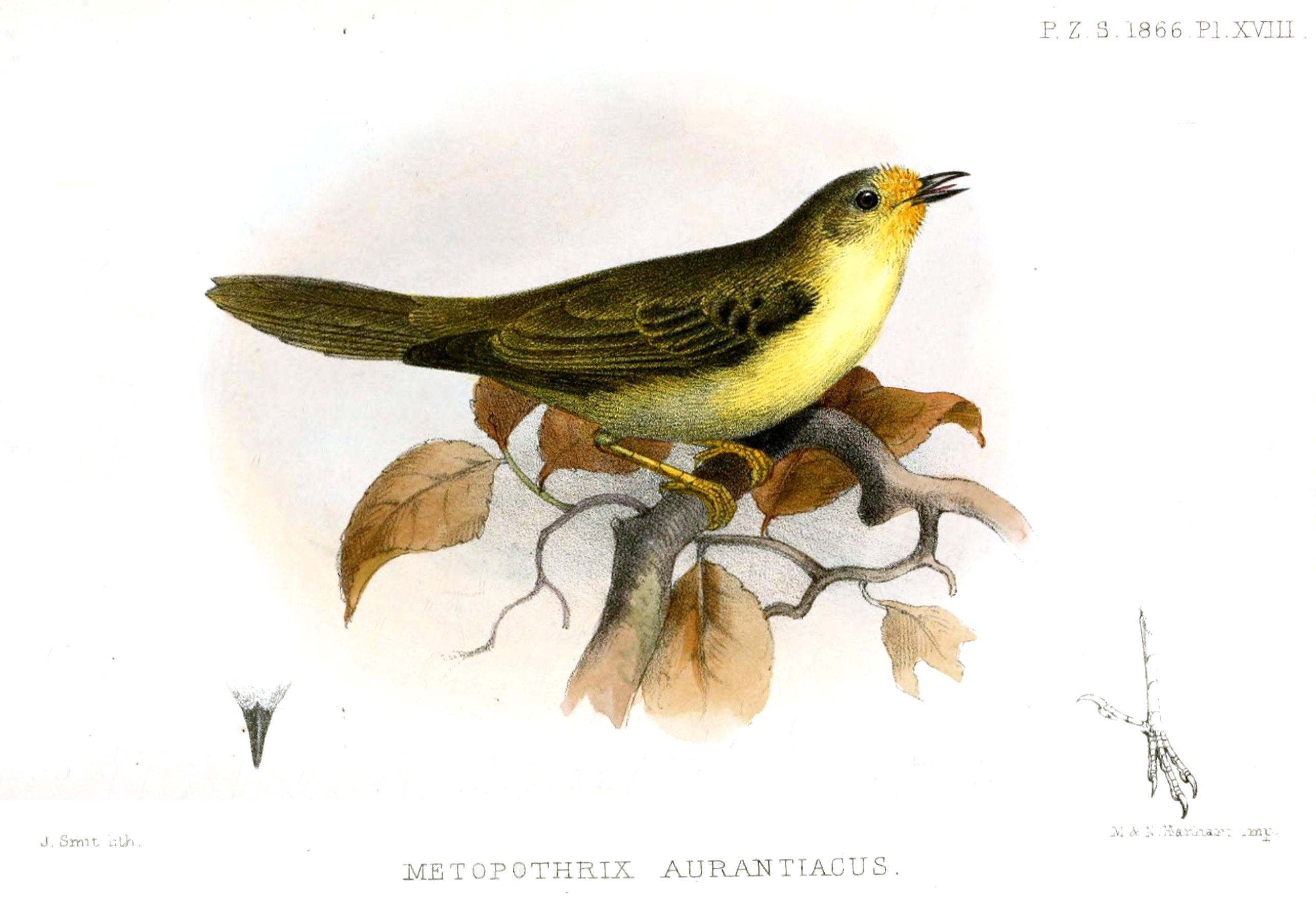